# Caspa
Caspa (* 30. Mai 1982; eigentlich Gary McCann) ist ein englischer Dubstep-Produzent aus London.

## Biografie
Nach dem verletzungsbedingten Aus seiner Basketballkarriere widmete sich Gary McCann dem DJing und unter dem Namen Quiet Storm veröffentlichte er 2004 seine erste Aufnahme Bassbins, die es bereits bis ins BBC-Radio brachte. In den folgenden Jahren nannte er sich Caspa und konzentrierte sich auf das Produzieren anderer Künstler aus dem Bereich Grime und Dubstep und er gründete mit Storming Productions, Dub Police und Sub Soldiers drei Label. Zusammen mit Rusko mixte er 2007 das 37. Album der Serie Fabric Live, das als wichtige kommerzielle Dubstep-Compilation und wegweisend für das Genre gilt. Als DJ ist Caspa ebenfalls sehr erfolgreich, in seiner Heimat legte er unter anderem beim Glastonbury Festival auf und er wird darüber hinaus weltweit engagiert.
Seinen einzigen Charterfolg hatte Caspa 2010 zusammen mit dem R&B-Musiker Mr Hudson und dem Lied Love Never Dies.

## Diskografie
Singles
- Homesick (2006)
- For the Kids EP (2006)
- Louder / Noise Disorganiser (2007)
- Floor Dem / My Pet Monster (2008)
- Back for the First Time (2010)
- Lost in Bed-Stuy (2010)
- Love Never Dies (Back for the First) (Caspa & Mr Hudson, 2010)
- Fulham 2 Waterloo (2011)